# Гау-Алгесхајм
Гау-Алгесхајм (њем. Gau-Algesheim) град је у њемачкој савезној држави Рајна-Палатинат. Једно је од 66 општинских средишта округа Мајнц-Бинген. Према процјени из 2010. у граду је живјело 6.409 становника. Посједује регионалну шифру (AGS) 7339019.

## Географски и демографски подаци
Гау-Алгесхајм се налази у савезној држави Рајна-Палатинат у округу Мајнц-Бинген. Град се налази на надморској висини од 121 метра. Површина општине износи 14,0 km². У самом граду је, према процјени из 2010. године, живјело 6.409 становника. Просјечна густина становништва износи 458 становника/km².

## Међународна сарадња
| Мјесто           | Држава    | Врста сарадње | Од    |
| ---------------- | --------- | ------------- | ----- |
| Редфорд Тауншип  | САД       | пријатељство  | 1990. |
| Каприно Веронезе | Италија   | партнерство   | 1984. |
|                  | Француска | партнерство   | 1972. |
| Извор            |           |               |       |